# PSR J1446-4701
PSR J1446-4701 — двойная звезда в созвездии Волка на расстоянии приблизительно 4892 световых лет (около 1500 парсек) от Солнца. Возраст звезды определён как около 3,6 млрд лет.
Объект околопланетной массы PSR J1446-4701 b открыт группой астрономов в 2012 году.

## Характеристики
Первый компонент — пульсар, нейтронная звезда спектрального класса PSR. Масса — около 1,4 солнечной.
Второй компонент — коричневый карлик. Масса — около 23 юпитерианских. Орбитальный период — около 0,27766607732 суток (6,664 часа). Удалён в среднем на 0,0093 а.е..